# Chrysolina haemoptera
Chrysolina haemoptera é uma espécie de artrópode pertencente à família Chrysomelidae.